# 圣佩德罗-杜斯克伦蒂斯
圣佩德罗-杜斯克伦蒂斯是巴西马拉尼昂州的一个市镇。总面积979.803平方公里，总人口3921人，人口密度4人/平方公里。